# Студија (Фландрен)
Студија (Голи младић седи поред мора) (фр. Jeune Homme nu assis au bord de la mer, figure d'étude) је слика коју је насликао Иполит Фландрен између 1835. и 1836. године. Фландрен је 1832. године од Француске добио Римску премију, стипендију која му је омогућила пут у Рим како би се концентрисао на свој позив. Тамо је Фландрен створио ову студију, коју је послао назад у Париз 1837. године, у складу са захтевима стипендије, који су налагали да студент поднесе дела у традицији разних стилова. Године 1857, Наполеон III је купио ову слику, која се тренутно налази у колекцији париског Лувра.
Слика је добила пажњу савремених француских критичара уметности и остаје једно од најпознатијих Фландренових дела, иако је створена релативно рано у његовој каријери. Особа на слици је неидентификовани младић, ефеб који седи го на камену, са рукама обмотаних око ногу и главе на коленима, затворених очију. У позадини је море, а нема разазнајућих обележја која би одредила локацију. Ова енигматична сцена не пружа никакво обашњење за ову позу: Теофил Готје (1811–1872) коментарисао је да се младић можда налази на пустом острву након бродолома, или је можда пастир који је изгубио своје стадо. На крају крајева, објашњење ове сцене је остављено на машту посматрача, што је довело до поређења са надреалном уметношћу двадесетог века.
У проучавању утицаја немачке теорије естетике на француску уметност, критичарка Елизабет Претџон сматра да би заокруженост форме и "безгрешно" моделирање тела наишли на одобравање Јохана Винкелмана као пример лепоте. Претџон пореди скоро кружну позу фигуре и проређено кадрирање са Да Винчијевим Витрувијанским човеком.
Репродукције базиране на гравури из 1887. године Жан-Батиста Дангена, које је држава наручила, биле су кључне за ширење информација о овој слици. Како је свест о овом делу расла, слика је постала икона хомосексуалне културе 20. века. Фотографи Марсел Мур и Клод Каен прихватили су ову позу у фотографији лезбијке. Слика је на сличан начин евоцирана у уметничкој фотографији са почетка 20. века Ф. Холанда Деја и Вилхелма ван Глудена, а касније и Роберта Меплторпа.